# Jeyhun Bayramov

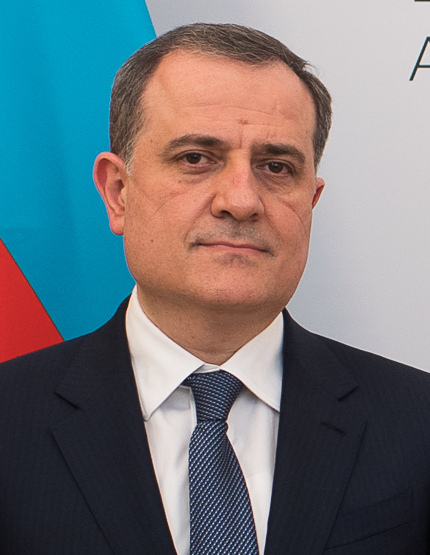
Jeyhun Bayramov (2021)

Jeyhun Aziz oglu Bayramov (Aserbaidschanisch: Ceyhun Bayramov Əziz oğlu, * 25. Juni 1975 in Baku, Aserbaidschanische SSR, Sowjetunion) ist ein aserbaidschanischer Jurist und Diplomat und seit Juli 2020 der Außenminister der Republik Aserbaidschan.

## Laufbahn
Bayramov erwarb einen Abschluss in Rechtswissenschaften an der Aserbaidschanischen Universität und einen Abschluss in Wirtschaftswissenschaften an der Aserbaidschanischen Staatlichen Wirtschaftsuniversität. Bayramov war zwischen 1996 und 2000 in verschiedenen Positionen im Steuerministerium von Aserbaidschan tätig. Danach führte er seine Karriere als Anwalt fort und wurde einer der führenden Steuer- und Bürgerrechtsanwälte in Aserbaidschan.
Bayramov kehrte am 30. Mai 2013 als Stabschef des Bildungsministeriums in den Staatsdienst zurück und wirkte dort bis zum 12. August 2013. An diesem Tag wurde er durch den Erlass von Präsident İlham Əliyev zum stellvertretenden Bildungsminister ernannt. Am 23. April 2018 wurde er befördert und per Erlass von Präsident İlham Əliyev zum Bildungsminister ernannt. Am 16. Juli 2020 wurde Bayramov zum Außenminister ernannt. Er folgte damit auf Elmar Məmmədyarov, der dieses Amt von 2004 bis 2020 ausübte.